# Cirolana radicicola
Cirolana (Anopsilana) radicicola là một loài chân đều trong họ Cirolanidae. Loài này được Notenboom miêu tả khoa học năm 1981.